# Ubaia e La Sèrra de Ponçon
Ubaia e La Sèrra de Ponçon (en francès, Ubaye-Serre-Ponçon) és, des de l'1 de gener de 2017, un nou municipi francès situat al departament dels Alps de l'Alta Provença i a la regió de Provença-Alps-Costa Blava, sorgit de la fusió dels dos municipis de La Breula i Sant Vincènç dei Fòrts.